# Peter Bellwood
Peter Bellwood (ur. 1943) – australijski archeolog i antropolog, profesor emerytowany na Australijskim Uniwersytecie Narodowym. Zajmuje się badaniami archeologicznymi w Polinezji i Azji Południowo-Wschodniej, zwłaszcza w Nowej Zelandii, Malezji, Indonezji i Wietnamie oraz na Filipinach i Wyspach Cooka.

## Wybrana twórczość
Publikacje książkowe
- Man’s Conquest of the Pacific: The Prehistory of Southeast Asia and Oceania (1978)[2]
- First Farmers (2005)[2]
- First Migrants (2013)[2]
- First Islanders: Prehistory and Human Migration in Island Southeast Asia (2017)[2]